# The Black Panther's Cub

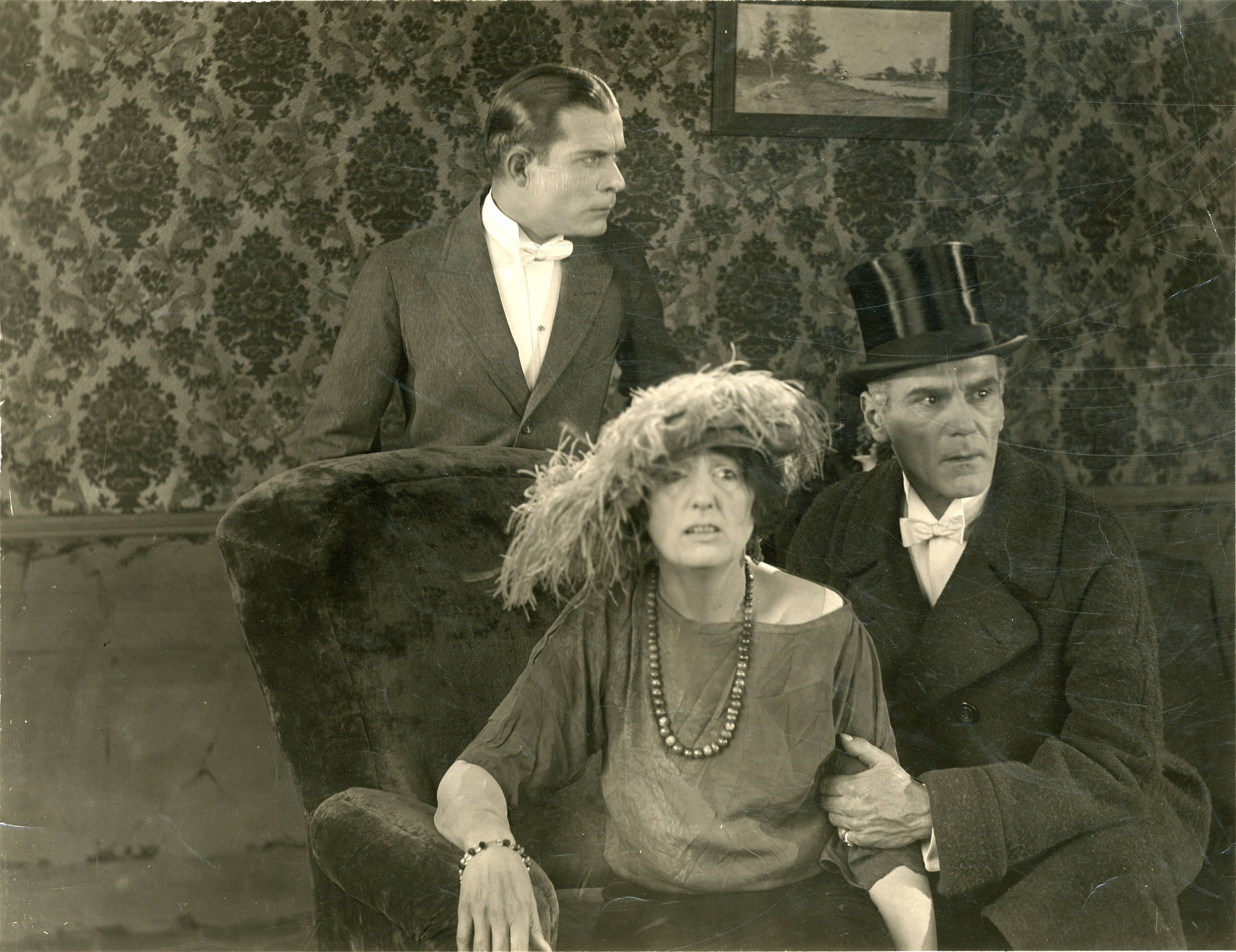
Ainda a foto de uma cena do filme, com Florence Reed, Earle Foxe e Norman Trevor.

The Black Panther's Cub é um melodrama de filme mudo, lançado em 1921, produzido por William K. Ziegfeld, irmão mais novo do produtor teatral Florenz Ziegfeld. É estrelado por atriz Florence Reed em sua última atuação do cinema mudo onde ela desempenha várias funções. É um filme perdido.

## Elenco
- Florence Reed - A Pantera Negra / Mary Maudsley Faustina
- Norman Pritchard - Senhor Marling Grayham
- Henry Stephenson - Clive, Conde de Maudsley
- Paul Doucet - Vítima do acaso (como Paul Ducet)
- Don Merrifield - Sir Charles Beresford
- Henry Carvill - Lord Whitford
- Louis R. Grisel - Butler (como Louis Grisel)
- Earle Foxe - Lord Maudsley
- William Roselle - Hampton Grayham
- Paula Shay - Evelyn Grayham
- Halbert Brown - Sr. Laird
- Charles Jackson - Cavalariço
- Ernest Lambart - Money Lender
- Frank DeVernon - Filantropo
- Tyrone Power, Sr. - Count Boris Orliff (como Tyrone Power)